# Kup europskih prvaka u rukometu 1985./86.
Ovo je 26. izdanje Kupa europskih prvaka u rukometu. Sudjelovalo je 26 momčadi. Nakon dva kruga izbacivanja igrale su se četvrtzavršnica, poluzavršnica i završnica. Hrvatska nije imala predstavnika u ovoj sezoni. 

## Turnir

### Poluzavršnica
- Steaua Bukurešt -  Metaloplastika Šabac 24:22, 17:23
- Atlético Madrid -  Wybrzeże Gdańsk 21:21, 21:25

### Završnica
- Wybrzeże Gdańsk -  Metaloplastika Šabac 29:24, 23:30

- europski prvak:  Metaloplastika Šabac (drugi naslov)

## Vanjske poveznice
- Opširnije